# Mauro Sérgio Viriato Mendes
Mauro Sérgio Viriato Mendes, mais conhecido como Maurinho (Fernandópolis, 11 de outubro de 1978) é um ex-futebolista brasileiro, que atuava como lateral-direito.

## Carreira
Maurinho começou sua carreira no interior de São Paulo, inicialmente jogando como meia. Após rodar por alguns clubes, chegou ao Etti Jundiaí, onde se estabeleceu como lateral e conquistou títulos nas divisões inferiores.
Com esse sucesso, seguiu para o Santos FC no segundo semestre de 2002. Estreou em 23 de junho, em amistoso contra o Roma de Apucarana fora de casa.
Foi importante para a conquista do Campeonato Brasileiro, sendo titular absoluto. Ficou no Santos apenas até o fim de 2002, onde atuou em 30 partidas.
Em 2003, foi para o Cruzeiro, por indicação de Vanderlei Luxemburgo. Foi titular na conquista da Tríplice Coroa (Campeonato Mineiro, Copa do Brasil e Campeonato Brasileiro). Nesse ano também foi convocado para a Seleção Brasileira para a disputa da Copa das Confederações de 2003, quando atuou em suas duas únicas partidas pela Seleção.
No ano seguinte, começaram seus problemas com lesões no joelho, que atrapalhariam sua carreira a partir daí. Uma grave lesão no joelho direito sofrida em 13 de junho de 2004, na vitória sobre o Paysandu, por 1 a 0, no Mineirão, o afastou de campo até o fim da temporada. Entre 2004 e 2006 foram cinco cirurgias no joelho.
Maurinho se transferiu para o São Paulo FC em 2006 por US$ 700 mil pelo 50% do vínculo, substituindo Cicinho, onde passou a temporada sem jogar. No ano seguinte pouco atuou e foi emprestado para o Goiás.
Ele retornou ao Cruzeiro em 2008 e foi novamente Campeão Mineiro, mas não teve o mesmo brilho de sua primeira passagem.
Em 2010 atuou no Pelotas, e, em 2011, dividiu a temporada entre o Uberaba e Barueri.
Maurinho ainda passou rapidamente por vários clubes até se aposentar em 2012 no Fernandópolis, clube em que ainda retornou da aposentadoria para jogar em 2015.

## Títulos
Etti Jundiaí[carece de fontes?]
- Campeonato Paulista - Série A2: 2001
- Campeonato Brasileiro - Série C: 2001

Santos[carece de fontes?]
- Campeonato Brasileiro: 2002[25]

Cruzeiro[carece de fontes?]
- Campeonato Mineiro: 2003, 2004, 2008
- Copa do Brasil: 2003
- Campeonato Brasileiro: 2003

Prêmios individuais[carece de fontes?]
- Bola de Prata: 2003